# José Cirilo Julio Rospigliosi
José Cirilo Julio Rospigliosi (Tacna, ? – Lima, 1881) fue un abogado, jurista  y político peruano. Fue ministro de Relaciones Exteriores de 1877 a 1878, durante el segundo gobierno del general Mariano Ignacio Prado.

## Biografía
Descendiente de una rama de la familia italiana Rospigliosi asentada en Tacna, en el sur del Perú. Se graduó de abogado en la Universidad de San Marcos. En 1853 el gobierno de José Rufino Echenique lo nombró Secretario de la Prefectura de Moquegua.
En 1877 fue convocado por el gobierno de Mariano Ignacio Prado para ser el titular de la Cancillería, en el gabinete presidido por el general Juan Buendía. Se mantuvo en ese cargo por casi un año, de 8 de junio de 1877 a 13 de mayo de 1878. El 9 de diciembre de 1877, aniversario de la batalla de Ayacucho,  presidió en Lima la inauguración del Congreso Interamericano de Juristas. En esa ocasión se dirigió a los plenipotenciarios reunidos, diciéndoles lo siguiente: 

”En este memorable aniversario os halláis congregados en la capital del antiguo virreinato del Perú para acometer la muy gloriosa empresa de fundar la solidaridad jurídica de la raza hispanoamericana."

Rospigliosi continuó la política de sus antecesores en la cancillería, esta es, de apaciguamiento y de conservación del statu-quo diplomático en el área meridional de América del Sur. En esa línea, colaboró en la búsqueda de una solución pacífica del conflicto limítrofe que por entonces Argentina enfrentaba con Chile (problema de la Patagonia) y se negó a prestar o vender al gobierno argentino los buques de la armada peruana que necesitaba con urgencia. Para algunos analistas, el Perú perdió entonces la oportunidad de sellar la alianza con la Argentina y se quedó limitado a la alianza que había firmado en 1873 con Bolivia. Cuando Chile finalmente arregló pacíficamente su litigio con Argentina en ese mismo año de 1878, quedó con las manos libres para llevar su expansión por el lado de su frontera norte, ambicionando las ricas provincias de Bolivia y Perú, lo que desencadenó la Guerra del Pacífico.
Accidentalmente, fue reemplazado en la Cancillería por el ministro de Justicia, Manuel Morales, del 18 al 29 de marzo de 1878. Poco después se vio obligado a renunciar, con todo el gabinete en pleno. Según parece, la caída del gabinete Buendía fue forzada por el Ejecutivo ante la necesidad de renovar el gabinete ministerial, ya muy desgastado, al acercarse la reapertura del Congreso, con el que tenía una relación muy conflictiva.
Rospigliosi murió en 1881, en plena ocupación chilena de Lima. Casado con Mercedes González-Vigil, fue padre de Carlos Julio-Rospigliosi González-Vigil (1879-1938), que llegó a ser doctor en ciencias naturales y medicina, destacando como investigador científico y profesor de la Universidad de San Marcos.